# Рябцев, Михаил Евсеевич
Михаил Евсеевич Рябцев (1923—1989) — полковник Советской Армии, участник Великой Отечественной войны, Герой Советского Союза (1945).

## Биография

Могила Рябцева на Троекуровском кладбище Москвы.

Михаил Рябцев родился 4 июня 1923 года в городе Борисове (ныне — Минская область Белоруссии). Окончил восемь классов школы и аэроклуб. В 1941 году Рябцев был призван на службу в Рабоче-крестьянскую Красную Армию. В 1942 году он окончил Черниговскую военную авиационную школу пилотов. Служил во запасном истребительном полку. С марта 1943 года — на фронтах Великой Отечественной войны.
К маю 1945 года гвардии старший лейтенант Михаил Рябцев командовал звеном 2-го гвардейского истребительного авиаполка 322-й истребительной авиадивизии 2-го истребительного авиакорпуса 2-й воздушной армии 1-го Украинского фронта. За время своего участия в войне он совершил 147 боевых вылетов, лично сбив 14 вражеских самолётов.
Указом Президиума Верховного Совета СССР от 27 июня 1945 года за «образцовое выполнение боевых заданий командования на фронте борьбы с немецкими захватчиками и проявленные при этом мужество и героизм» гвардии старший лейтенант Михаил Рябцев был удостоен высокого звания Героя Советского Союза с вручением ордена Ленина и медали «Золотая Звезда» за номером 6062.
После окончания войны Рябцев продолжил службу в Советской Армии. В 1955 году он окончил Военно-воздушную академию. В 1975 году в звании полковника Рябцев был уволен в запас. Проживал и работал в Москве, в КБ П. О. Сухого. Скончался 26 октября 1989 года, похоронен на Троекуровском кладбище Москвы.
Почётный гражданин Борисова. Был также награждён двумя орденами Красного Знамени, двумя орденами Отечественной войны 1-й степени, орденами Красной Звезды и «За службу Родине в Вооружённых Силах СССР» 3-й степени, рядом медалей.